# Secamone alba
Secamone alba är en oleanderväxtart som beskrevs av Jumelle och Perrier. Secamone alba ingår i släktet Secamone och familjen oleanderväxter. Inga underarter finns listade i Catalogue of Life.